# Třída Nordkapp
Třída Nordkapp je třída oceánských hlídkových lodí norské pobřežní stráže. Celkem byly postaveny tři jednotky této třídy. Ve službě jsou od roku 1981. Od roku 2021 jsou postupně vyřazovány a má je nahradit trojice nových plavidel třídy Jan Mayen.

## Stavba
Celkem byly postaveny tři jednotky této třídy. Na jejich stavbě se podílely loděnice Bergens Mekaniske (BMV) v Bergenu, Horten v Hortenu a Haugesund Mekaniske Verksted (HMV) v Haugesundu. Do služby byly přijaty v letech 1981-1982.
Jednotky třídy Nordkapp:
| Jméno           | Loděnice | Spuštěna        | Vstup do služby | Status                                                                       |
| --------------- | -------- | --------------- | --------------- | ---------------------------------------------------------------------------- |
| Nordkapp (W320) | BMV      | 14. května 1980 | 25. dubna 1981  | Dne 1. listopadu 2022 převedena k Norskému královskému námořnictvu, aktivní. |
| Senja (W321)    | Horten   | 16. března 1980 | 6. března 1981  | Vyřazena 25. listopadu 2021.                                                 |
| Andennes (W322) | HMV      | 21. března 1981 | 29. ledna 1982  | Vyřazena 3. října 2023.                                                      |

## Konstrukce

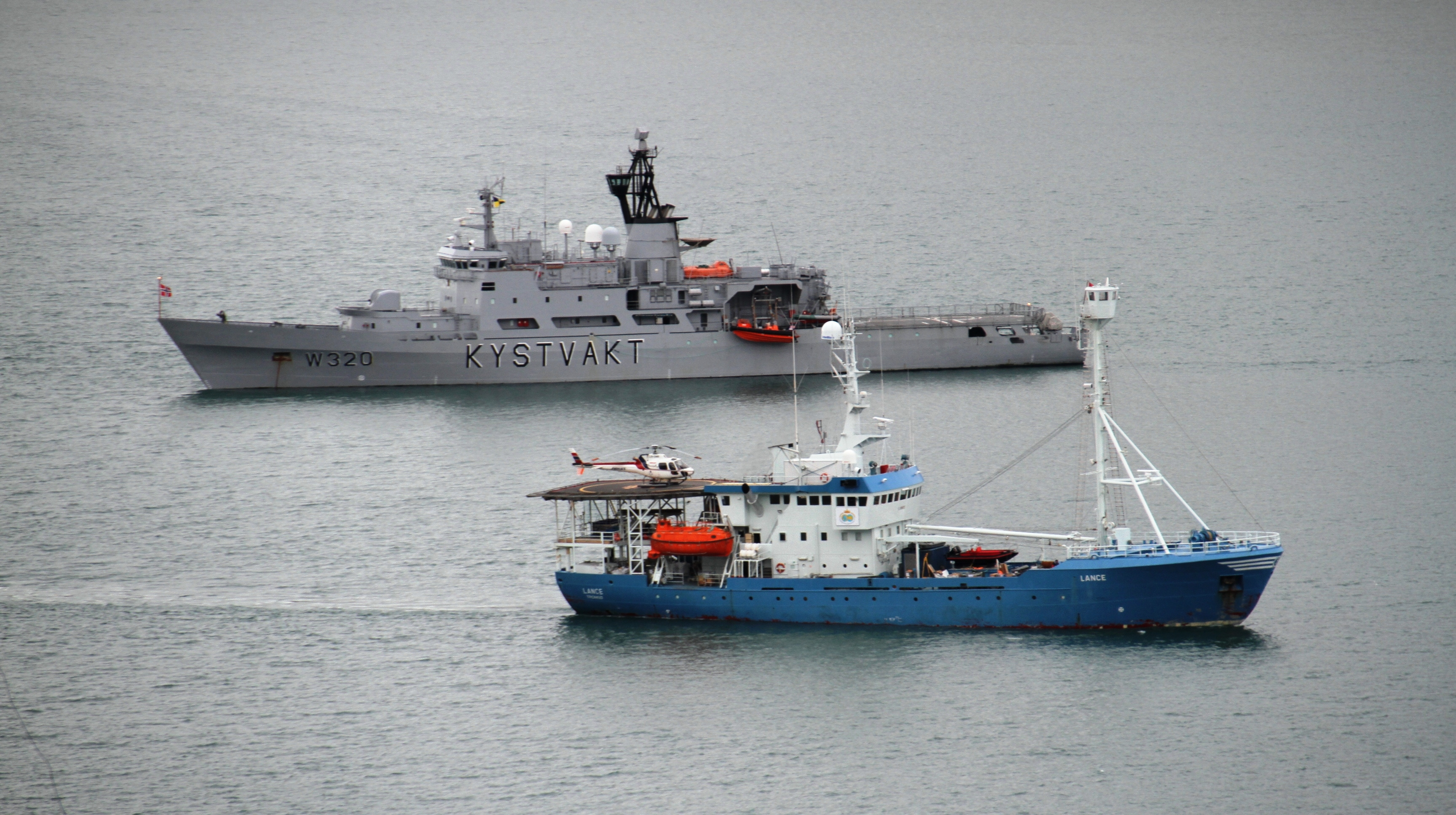
Nordkapp (W320)

Plavidla jsou vybavena navigačním radarem Decca 1226, radarem RM 914 a sonarem SS 105. Obrannou výzbroj tvoří jeden dvouúčelový 57mm kanón Bofors L/70 Mk1 a osobní zbraně posádky. V době dokončení lodě nesly rovněž dva 20mm kanóny Rheinmetall Rh 202 a dvojité odpalovací zařízení protiletadlových řízených střel Mistral. V případě potřeby lze instalovat dva trojhlavňové 324mm torpédomety. Na zádi se nachází přistávací plocha a hangár pro jeden vrtulník. Pohonný systém tvoří čtyři diesely Wichmann 9AXAG, každý o výkonu 3600 hp, pohánějící dva lodní šrouby. Nejvyšší rychlost dosahuje 23  uzlů. Dosah je 7500 námořních mil při 15 rychlosti uzlů.